# مراحل سرطان البروستات
إن تحديد مراحل سرطان البروستاتا هي العملية التي يصنف بها الأطباء خطر انتشار السرطان خارج البروستاتا، أو على نحو مكافئ، احتمال الشفاء بالعلاجات الموضعية مثل الجراحة أو الإشعاع.
بمجرد تصنيف المرضى في فئات تشخيصية، يمكن لهذه المعلومات أن تساهم في اختيار النهج الأمثل للعلاج. يمكن تقييم مرحلة سرطان البروستاتا إما من خلال طرق تحديد المرحلة السريرية أو المرضية .  يتم تحديد المرحلة السريرية عادة قبل العلاج الأول ويتم تحديد وجود الورم من خلال التصوير والفحص الشرجي، في حين يتم تحديد المرحلة المرضية بعد العلاج بمجرد إجراء خزعة أو إزالة البروستاتا من خلال النظر إلى أنواع الخلايا داخل العينة. 
هناك نظامان يستخدمان عادة لتحديد مرحلة سرطان البروستاتا في الولايات المتحدة. النظام الأكثر شيوعًا هو الذي أصدرته اللجنة المشتركة الأمريكية للسرطان (AJCC)، ويُعرف باسم نظام TNM، والذي يقيم حجم الورم ومدى الغدد الليمفاوية المصابة وأي نقائل (انتشار بعيد) ويأخذ أيضًا في الاعتبار درجة السرطان.  كما هو الحال مع العديد من أنواع السرطان الأخرى، يتم تقسيمها عادة إلى أربع مراحل (I-IV). كان مخطط آخر تم استخدامه في الماضي هو مخطط ويتمور-جيويت، على الرغم من أن مخطط TNM أكثر شيوعًا في الممارسة الحديثة. 
في المملكة المتحدة، يتم استخدام مجموعة كامبريدج التشخيصية (CPG) المكونة من خمس طبقات، والتي تحل محل النظام السابق الذي يقسم سرطان البروستاتا إلى ثلاث مجموعات خطر. 

## مرحلة TNM
من الإصدار السابع من AJCC  والإصدار السابع من UICC.
مرض المرحلة الأولى هو السرطان الذي يتم اكتشافه عن طريق الصدفة في جزء صغير من العينة عندما تتم إزالة أنسجة البروستاتا لأسباب أخرى، مثل تضخم البروستاتا الحميد، وتشبه الخلايا الخلايا الطبيعية بشكل وثيق وتشعر الغدة بأنها طبيعية للإصبع الفاحص. في المرحلة الثانية، تتأثر كمية أكبر من غدة البروستاتا، ويمكن الشعور بوجود كتلة داخل الغدة. في المرحلة الثالثة، انتشر الورم عبر كبسولة البروستاتا ويمكن الشعور بالكتلة على سطح الغدة.
في المرحلة الرابعة من المرض، يكون الورم قد غزا الهياكل القريبة أو انتشر إلى الغدد الليمفاوية أو الأعضاء الأخرى. يعتمد نظام تصنيف جليسون على محتوى الخلايا وبنية الأنسجة من الخزعات، والذي يوفر تقديرًا للقدرة التدميرية والتشخيص النهائي للمرض.

### تقييم الورم (الأساسي) ('T')

#### المرحلة السريرية T (cT)
- cTX : لا يمكن تقييم الورم الأساسي
- cT0 : لا يوجد دليل على وجود ورم
- cT1 : ورم موجود، ولكن لا يمكن اكتشافه سريريًا أو بالتصوير
  - cT1a : تم العثور على الورم عن طريق الصدفة في 5% أو أقل من أنسجة البروستاتا التي تم استئصالها (لأسباب أخرى)
  - cT1b : تم العثور على الورم عن طريق الصدفة في أكثر من 5% من أنسجة البروستاتا المستأصلة
  - cT1c : تم العثور على الورم في خزعة الإبرة التي تم إجراؤها بسبب ارتفاع مستوى PSA في المصل
- cT2 : يمكن الشعور بالورم (ملامسته) أثناء الفحص، لكنه لم ينتشر خارج البروستاتا
  - cT2a : الورم موجود في نصف أو أقل من نصف أحد فصي غدة البروستاتا
  - cT2b : الورم موجود في أكثر من نصف فص واحد، ولكن ليس في كليهما
  - cT2c : الورم موجود في كلا الفصين ولكن داخل كبسولة البروستاتا

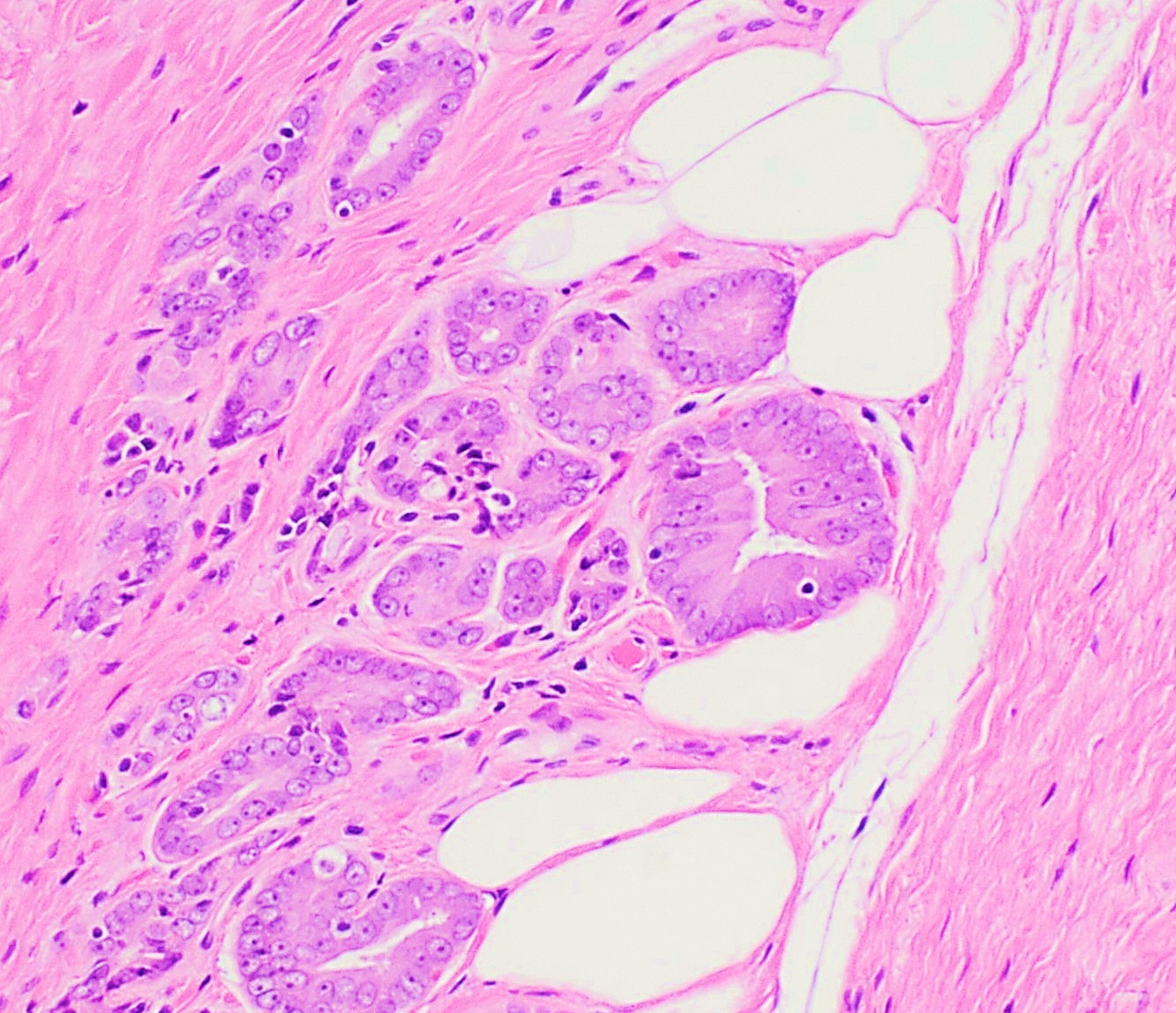
قد يكون هناك أنسجة دهنية داخل غدة البروستاتا، ولكن مع ذلك، فإن تورط الدهون المؤكد بسرطان البروستاتا (كما في الصور) في خزعة الإبرة يعد انتشارًا خارج البروستاتا أو خارج الكبسولة.

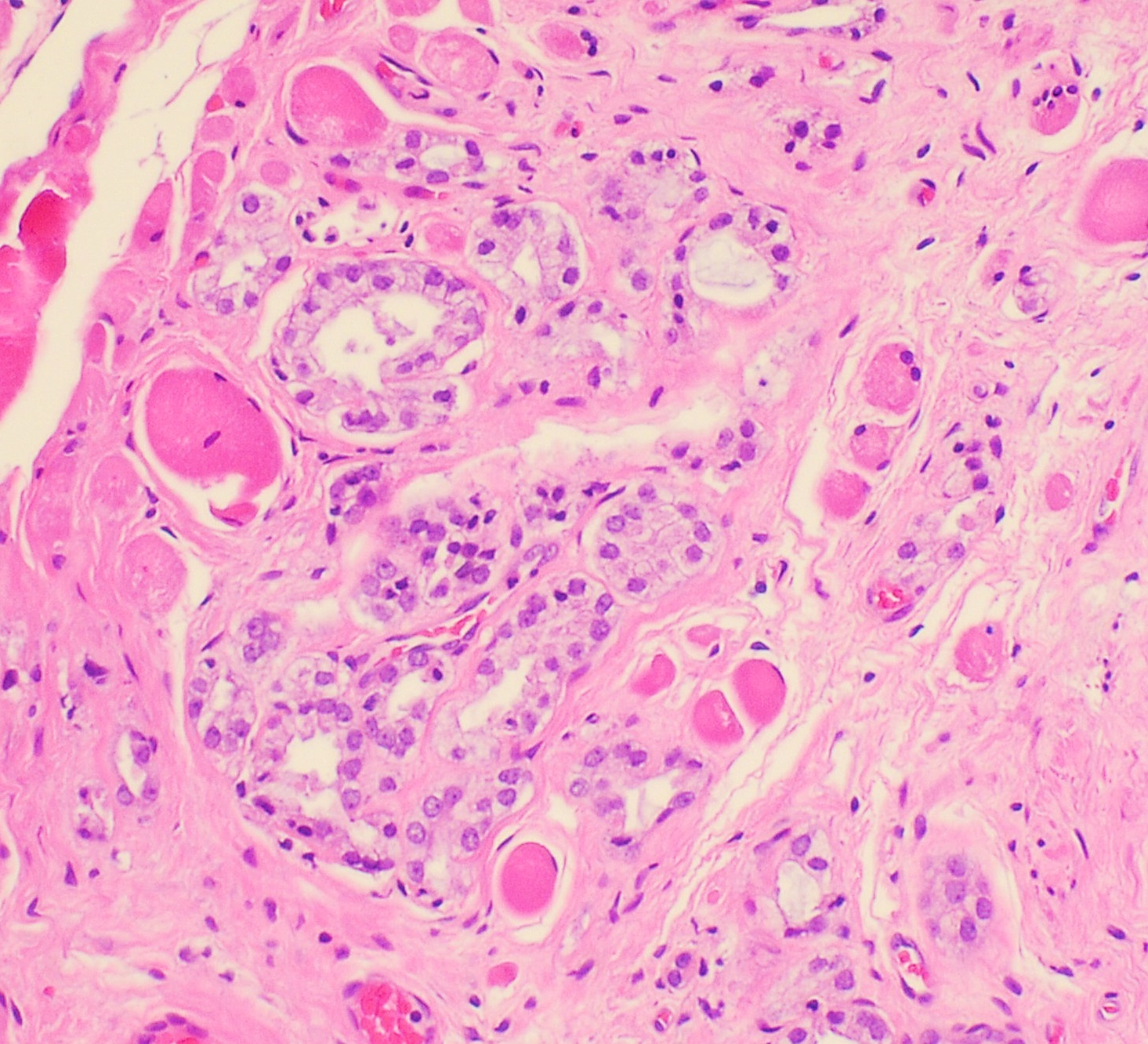
على النقيض من ذلك، توجد العضلات الهيكلية بشكل طبيعي داخل البروستاتا، وبالتالي فإن تورطها لا يعد امتدادًا خارج البروستاتا أو خارج الكبسولة.

- cT3 : انتشر الورم عبر كبسولة البروستاتا (إذا كان نصفه فقط، فهو لا يزال T2 )
  - cT3a : انتشر الورم عبر الكبسولة على جانب واحد أو كلا الجانبين
  - cT3b : لقد غزا الورم إحدى الحويصلتين المنويتين أو كلتيهما
- cT4 : لقد غزا الورم هياكل أخرى قريبة

يجب التأكيد على أن تسمية "T2c" تشير إلى وجود ورم يمكن لمسه في كلا فصي البروستاتا. لا ينبغي تصنيف الأورام التي تم العثور عليها على أنها ثنائية الجانب في الخزعة فقط ولكنها غير ملموسة ثنائياً على أنها T2c.

#### المرحلة المرضية T (pT)
- pT2 : محصور في العضو
  - pT2a : أحادي الجانب، نصف جانب واحد أو أقل
  - pT2b : أحادي الجانب، يشمل أكثر من نصف الجانب، ولكن ليس كلا الجانبين
  - pT2c : مرض ثنائي الجانب
- pT3 : امتداد خارج البروستاتا
  - pT3a : امتداد خارج البروستاتا أو غزو مجهري لعنق المثانة
  - pT3b : غزو الحويصلة المنوية
- pT4 : غزو المستقيم وعضلات الرافعة و/أو جدار الحوض

### تقييم الغدد الليمفاوية الإقليمية (N)
- NX : لا يمكن تقييم العقد الليمفاوية الإقليمية
- N0 : لم يحدث انتشار إلى الغدد الليمفاوية الإقليمية
- N1 : انتشر إلى الغدد الليمفاوية الإقليمية

### تقييم النقائل البعيدة ('M')
- MX : لا يمكن تقييم النقائل البعيدة
- M0 : لا يوجد نقائل بعيدة
- م1 : هناك نقائل بعيدة
  - M1a : انتشر السرطان إلى الغدد الليمفاوية خارج الغدد الإقليمية
  - M1b : انتشر السرطان إلى العظام
  - M1c : انتشر السرطان إلى مواقع أخرى (بغض النظر عن إصابة العظام)

### تقييم الدرجة النسيجية (G)
عادة، يتم تقييم درجة السرطان (مدى اختلاف الأنسجة عن الأنسجة الطبيعية) بشكل منفصل عن المرحلة. بالنسبة لسرطان البروستاتا، يتم تصنيف مورفولوجيا الخلية على أساس نظام تصنيف جليسون.[بحاجة لمصدر]
ومن الجدير بالملاحظة أن هذا النظام لوصف الأورام بأنها "متباينة بشكل جيد"، و"متوسطة"، و"ضعيفة" التمايز على أساس درجة جليسون 2-4، و5-6، و7-10 على التوالي، لا يزال قائماً في SEER وقواعد البيانات الأخرى ولكنه قديم بشكل عام. في السنوات الأخيرة، نادرًا ما يصنف علماء الأمراض الورم بدرجة أقل من 3، وخاصة في أنسجة الخزعة.[بحاجة لمصدر]

### تصنيف المجموعة الصفية ('GG')
يتضمن معيار إعداد التقارير الأكثر معاصرة مجموعات الدرجات.    بالنسبة لسرطان البروستاتا، يتم استخدام معلومات مجموعة الدرجات ومستويات مستضد البروستاتا النوعي جنبًا إلى جنب مع حالة TNM لتجميع الحالات في أربع مراحل إجمالية. [بحاجة لمصدر]
- المجموعة الصفية 1 = جليسون 6 (أو أقل)
- الصف الثاني = جليسون 3+4=7
- الصف الثالث = جليسون 4+3=7
- الصف الرابع = جليسون 8
- الصف الخامس = جليسون 9-10

### التدريج الشامل
في نظام تحديد المراحل AJCC (2018)، يمكن دمج الورم والعقدة الليمفاوية والنقائل وتصنيف جليسون وحالة مستضد البروستاتا النوعي في أربع مراحل من تفاقم الشدة. 
| منصة              | ورم          | العقد | النقائل | مجموعة الصف | إعلان الخدمة العامة | البقاء على قيد الحياة لمدة 5 سنوات |
| ----------------- | ------------ | ----- | ------- | ----------- | ------------------- | ---------------------------------- |
| المرحلة الأولى    | سي تي 1ا     | لا0   | م0      | جي جي 1     | <10                 | 100%                               |
| المرحلة الأولى    | سي تي 2ا     | لا0   | م0      | جي جي 1     | <10                 | 100%                               |
| المرحلة الأولى    | ص ت2         | لا0   | م0      | جي جي 1     | <10                 | 100%                               |
| المرحلة الثانية أ | سي تي 1      | لا0   | م0      | جي جي 1     | 10-20               | 100%                               |
| المرحلة الثانية أ | cT2a أو pT2  | لا0   | م0      | جي جي 1     | 10-20               | 100%                               |
| المرحلة الثانية أ | cT2b أو cT2c | لا0   | م0      | جي جي 1     | <20                 | 100%                               |
| المرحلة الثانية ب | ت1 أو ت2     | لا0   | م0      | جي جي 2     | <20                 | 100%                               |
| المرحلة الثانية ج | ت1 أو ت2     | لا0   | م0      | GG3 أو GG4  | <20                 | 100%                               |
| المرحلة الثالثة أ | ت3           | لا0   | م0      | الصف 1-4    | <20                 | 95%                                |
| المرحلة الثالثة ب | ت3 أو ت4     | لا0   | م0      | الصف 1-4    | أي إعلان خدمة عامة  | 95%                                |
| المرحلة الثالثة ج | أي ت         | لا0   | م0      | جي جي 5     | أي إعلان خدمة عامة  | 95%                                |
| المرحلة الرابعة أ | أي ت         | ن1    | م0      | أي ج        | أي إعلان خدمة عامة  | 30%                                |
| المرحلة الرابعة ب | أي ت         | أي ن  | م1      | أي ج        | أي إعلان خدمة عامة  | 30%                                |

## مراحل ويتمور-جيويت
على الرغم من أنه لم يعد يستخدم بشكل شائع في الممارسة العملية، فإن نظام ويتمور-جيويت (المعروف أيضًا باسم تصنيف ABCD) يشبه نظام TNM وله مراحل متكافئة تقريبًا.  يتم استخدام الأرقام الرومانية في بعض الأحيان بدلاً من الأحرف اللاتينية للمراحل الإجمالية (على سبيل المثال، المرحلة الأولى للمرحلة أ، والمرحلة الثانية للمرحلة ب، وهكذا).[بحاجة لمصدر]
- أ : الورم موجود، ولكن لا يمكن اكتشافه سريريًا؛ تم اكتشافه بالصدفة
  - أ1 : الأنسجة تشبه الخلايا الطبيعية؛ توجد في عدد قليل من الرقائق من فص واحد
  - أ2 : مشاركة أكثر شمولاً
- ب : يمكن الشعور بالورم أثناء الفحص البدني ولكنه لم ينتشر خارج كبسولة البروستاتا.
  - BIN : يمكن الشعور بالورم، فهو لا يشغل فصًا كاملاً، ويحيط به أنسجة طبيعية
  - ب1 : يمكن الشعور بالورم ولا يشغل الفص بأكمله
  - ب2 : يمكن الشعور بالورم ويحتل فصًا كاملاً أو كلا الفصين
- ج : امتد الورم خلال الكبسولة
  - C1 : امتد الورم عبر الكبسولة لكنه لا يشمل الحويصلات المنوية
  - C2 : الورم يصيب الحويصلات المنوية
- د : انتشر الورم إلى أعضاء أخرى

## مجموعة كامبريدج للتشخيص (CPG)
في المملكة المتحدة، توصي إرشادات المعهد الوطني للرعاية الصحية والرعاية المتميزة باستخدام مجموعة كامبريدج التشخيصية (CPG) لتصنيف سرطان البروستاتا إلى 5 مجموعات خطر (CPG1 إلى CPG5). يحل هذا محل النظام القديم الذي كان يستخدم ثلاث مجموعات من المخاطر (منخفضة ومتوسطة وعالية المخاطر). يتم تحديد درجة CPG من خلال النظر إلى مجموعة الدرجات أو درجة جليسون، ومستوى مستضد البروستاتا النوعي (PSA)، ومرحلة الورم السريرية. 

## المجموعات المعرضة للخطر
على الرغم من أهمية تحديد مرحلة TNM، فإن الأنظمة التي تعتمد فقط على السمات التشريحية ليست مناسبة تمامًا لتحديد العلاج الأفضل للمريض المصاب بسرطان البروستاتا، حيث لا يزال هناك تباين كبير في التشخيص داخل فئات المراحل.
يمكن وضع تشخيص أكثر دقة من خلال النظر في مستضد البروستاتا النوعي والدرجة (أي درجة جليسون في نظام تصنيف جليسون ). على سبيل المثال، من الشائع تصنيف المرضى إلى مجموعات عالية ومتوسطة ومنخفضة الخطورة على أساس هذه العوامل الثلاثة (مرحلة TNM، وPSA، ودرجة جليسون). لا يوجد تقسيم واضح بين المرحلة، التي وصفت تاريخيا المدى التشريحي للمرض عند التشخيص، والنماذج التشخيصية التي قد تشمل العديد من الميزات التي تساهم في النتائج السريرية.[بحاجة لمصدر]
إذا تم علاج المرضى المصابين بأمراض منخفضة الخطورة، يتم علاجهم عادةً بالمراقبة النشطة، أو استئصال البروستاتا، أو العلاج الإشعاعي وحده.
المرضى الذين يعانون من مرض متوسط الخطورة هم مرشحون لاستئصال البروستاتا أو العلاج الإشعاعي وفترة قصيرة (أقل من 6 أشهر) من الاستئصال الهرموني (الإخصاء الطبي باستخدام نظير هرمون إطلاق الغدد التناسلية). وعلى الرغم من أن دور الجراحة في هؤلاء المرضى لا يزال غير مؤكد، فإن المصابين بأمراض عالية الخطورة يعالجون عادة بالعلاج الإشعاعي والاستئصال الهرموني لفترة طويلة.
لا يمكن علاج العديد من المرضى المعرضين للخطر بهذه الطريقة، والبحث عن علاجات أفضل لهذه المجموعة يشكل مصدر قلق ملح بشكل خاص في مجال أبحاث سرطان البروستاتا.[بحاجة لمصدر]